# William Harborne
William Harborne (Great Yarmouth, v.1542-Mundham, 6 novembre 1617) est un marchand, diplomate et ambassadeur de la reine Élisabeth Ire dans l'Empire ottoman.

## Biographie
Il fait un premier voyage à Constantinople en 1575 avec Joseph Clements et John Wright et, en 1578, part de nouveau pour la Turquie pour y obtenir un droit commercial pour les marchands britanniques, ce qui est obtenu en 1580.
Membre de la Compagnie du Levant, il effectue des missions à Alep et Constantinople avant d'être nommé en 1582 ambassadeur, poste qu'il quittera en 1588.
Il est inhumé à Mundham où il est décédé.

## Œuvres
- An account of a journey from Constantinople to London, 1588
- The relation of my tenn yeares forraine travelle in procuring and establishing the intercourse into the Grand Seignor his domynions, begun in anno 1577 and fynished 1588, specifieng the service donn to hir Matie and Comon Wealth, with such perticuler proffet as the Traders thether have and doe enioye therebie